# Lycia (Album)
Lycia ist ein Album des Schriftstellers und Dark-Wave-Musikers Christian Dörge.

## Geschichte

### Konzept und Entwicklung
Dörge plante sein zweites Album als Variante eines Musiktheaterstücks mit unterschiedlichen Rollen. Als Autor des Musikmagazins Kodex hatte er Kontakte zu Musikern des deutschsprachigen Dark Wave. Tilo Wolff von Lacrimosa und Oswald Henke von Goethes Erben, beides damals Interpreten des literarisch geprägten Genres Neue Deutsche Todeskunst, schienen Dörge „wie geschaffen für das, was [ihm] als Ergebnis vorschwebte.“ Die Texte des Albums schrieb er an einem Abend im September des Jahres 1992. Er empfand den Schreibprozess als etwas Besonderes, das für ihn die Bedeutung und Qualität des von ihm geplanten Werkes andeutete.

### Aufnahme
Das Album wurde in zwei Tonstudios mit eigenen Zeitfenstern aufgenommen. In Bayreuth nutzte Dörge das Danse Macabre Studio von Bruno Kramm, um mit Oswald Henke und dem Gitarristen Wolfram „Troy“ Nestroy aufzunehmen. Der Studiobetreiber und Das-Ich-Musiker Kramm übernahm die technische Begleitung, Christian Dörge die Produktion. Im Sonic Delirium Studio in Basel wurden die Stücke mit Tilo Wolff aufgenommen. Hier übernahm Kevin Lancashire die Tontechnik. Wolff und Henke agierten vollkommen unabhängig voneinander.
Die Aufnahme begann im November 1992 in Basel. Als erste Stücke wurden Weltschmerz und Der Satyr eingespielt. Im Dezember folgte das Lied Kriegsvögel. Ende Dezember besuchte Dörge Bayreuth, um mit Henke und Nestroy die Lieder Süße der Sünden, Lycia I, Lycia II, Sekretkelch und Die Kirche einzuspielen. Während der Aufnahme in Bayreuth kam es zum Zerwürfnis zwischen den Musikern. Dörge mischte die Aufnahmen mit Kramm in Bayreuth ab und kehrte im Januar nach Basel zurück, für die Aufnahme des Stücks Mystische Rosenmadonna, zu dem Wolff auch die Musik geschrieben hatte.
Rückblickend schrieb Dörge über beide Aufnahmesituationen positiv. Mit Wolff sei es zu amüsanten Augenblicken gekommen, und der gemeinsamen „Experimentierfreude schienen keine Grenzen gesetzt zu sein.“ Auch auf seine Zeit in Bayreuth sah er, wenngleich distanzierter, wohlwollend zurück. In Bayreuth sei der Prozess „bestens vorbereitet“ gewesen und die Beteiligten hätten „konzentriert und buchstäblich bis zur völligen Verausgabung gearbeitet“. Doch trotz positiver Erinnerungen wäre zum Ende der Aufnahme deutlich gewesen, dass Henke, Nestroy und er selbst „die Grenzen [ihrer] Zusammenarbeit erreicht [hätten] – emotional, künstlerisch –, und in diesen Tagen“ seien „Sturm und Drang mit großem Ausrufungszeichen mit [den Beteiligten] durch[gegangen].“ Insbesondere die unterschiedlichen Settings und damit verbundene Erwartungshaltungen hätten musikalische und kreative Unterschiede begründet, die „zu einer merkwürdigen emotionalen Disharmonie führte, zu einem Vakuum, das sich in den Monaten nach Vollendung des Albums zu einem emotionalen Graben“ entwickelte. Henke bemängelte im Nachhinein fehlendes Teamwork und dass die Abmischung, in die er nicht eingebunden war, ein anderes als das von ihm erwartete Ergebnis geschaffen habe.

### Die Beteiligten

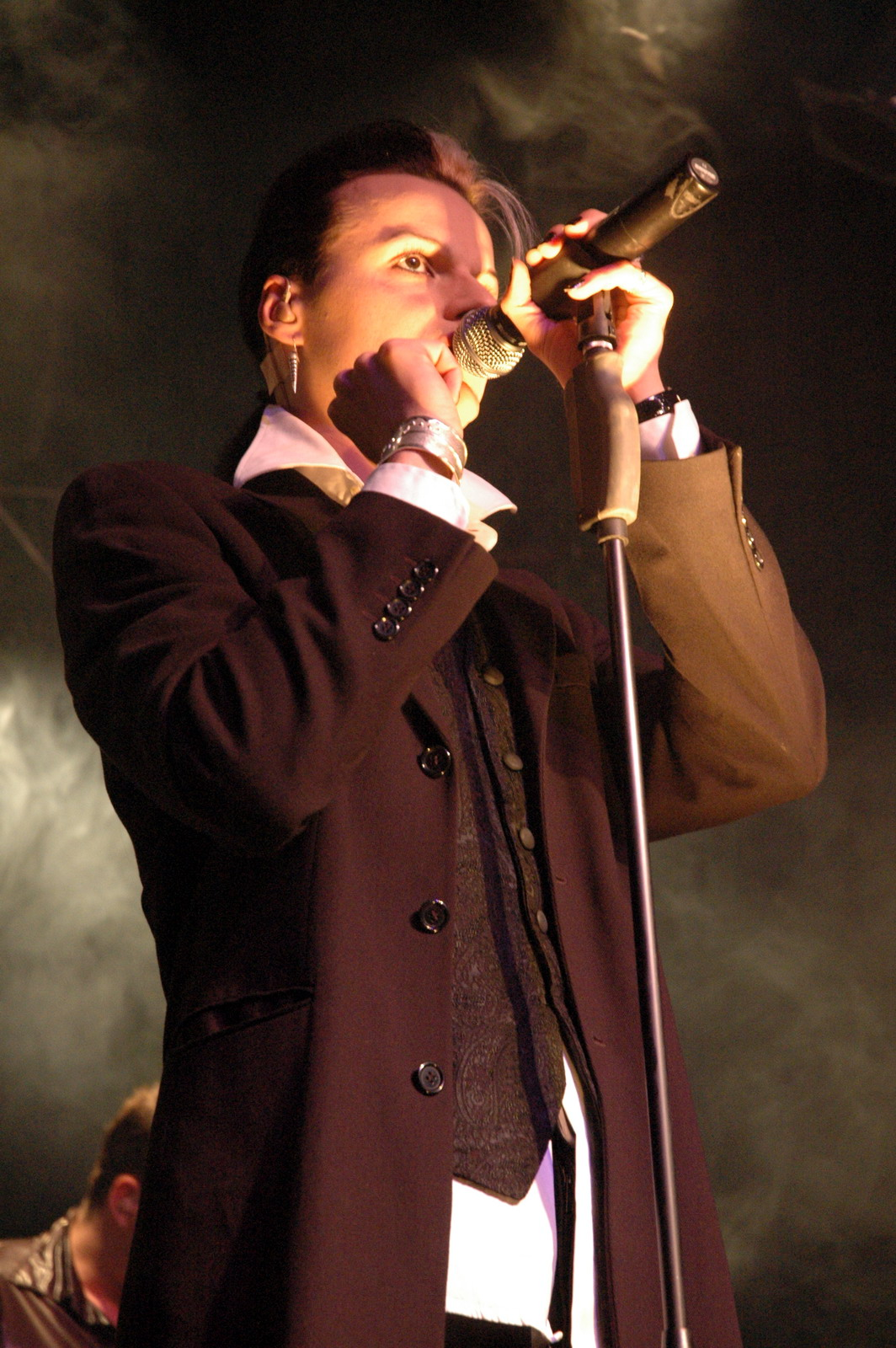
Tilo Wolff 2005
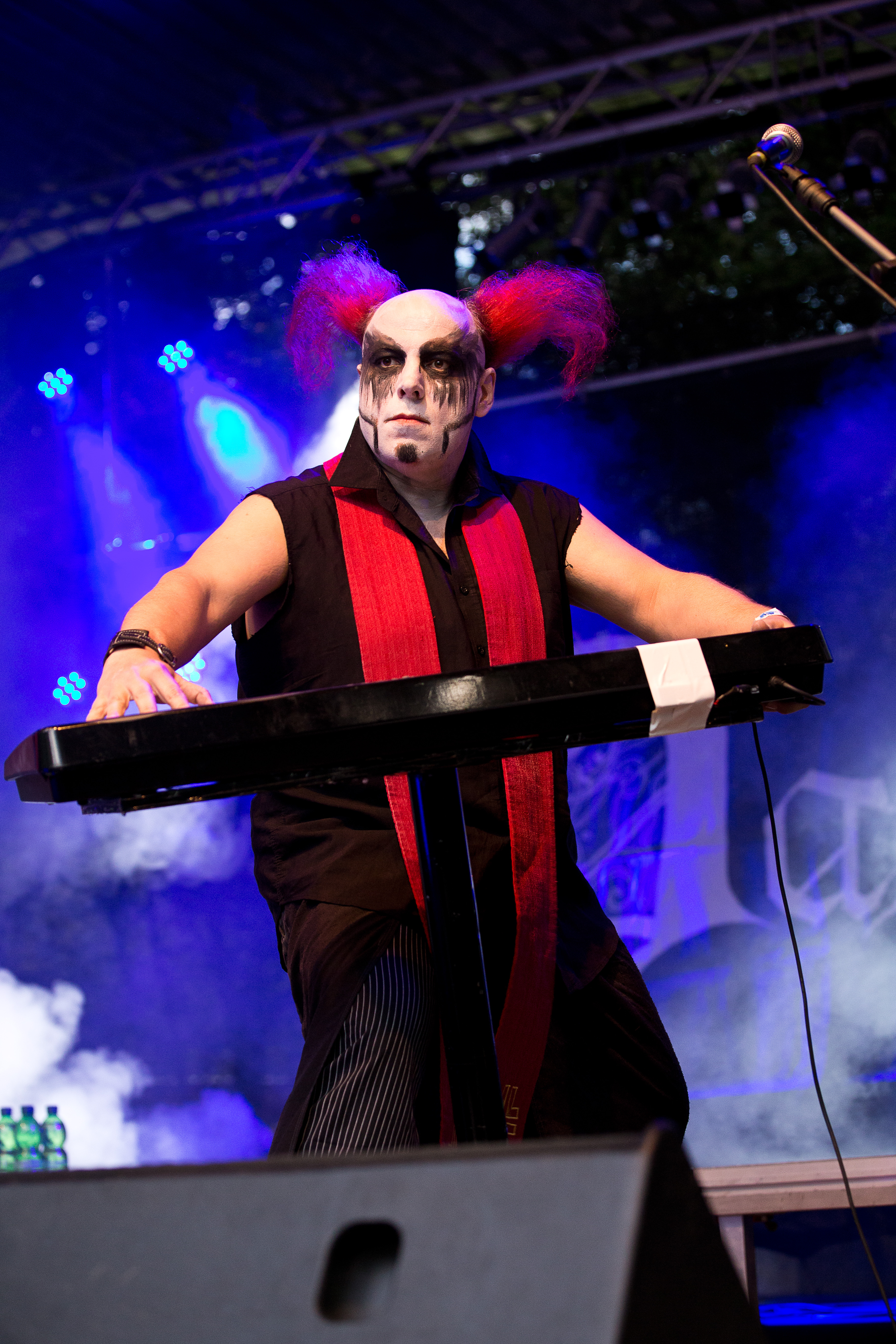
Bruno Kramm 2015
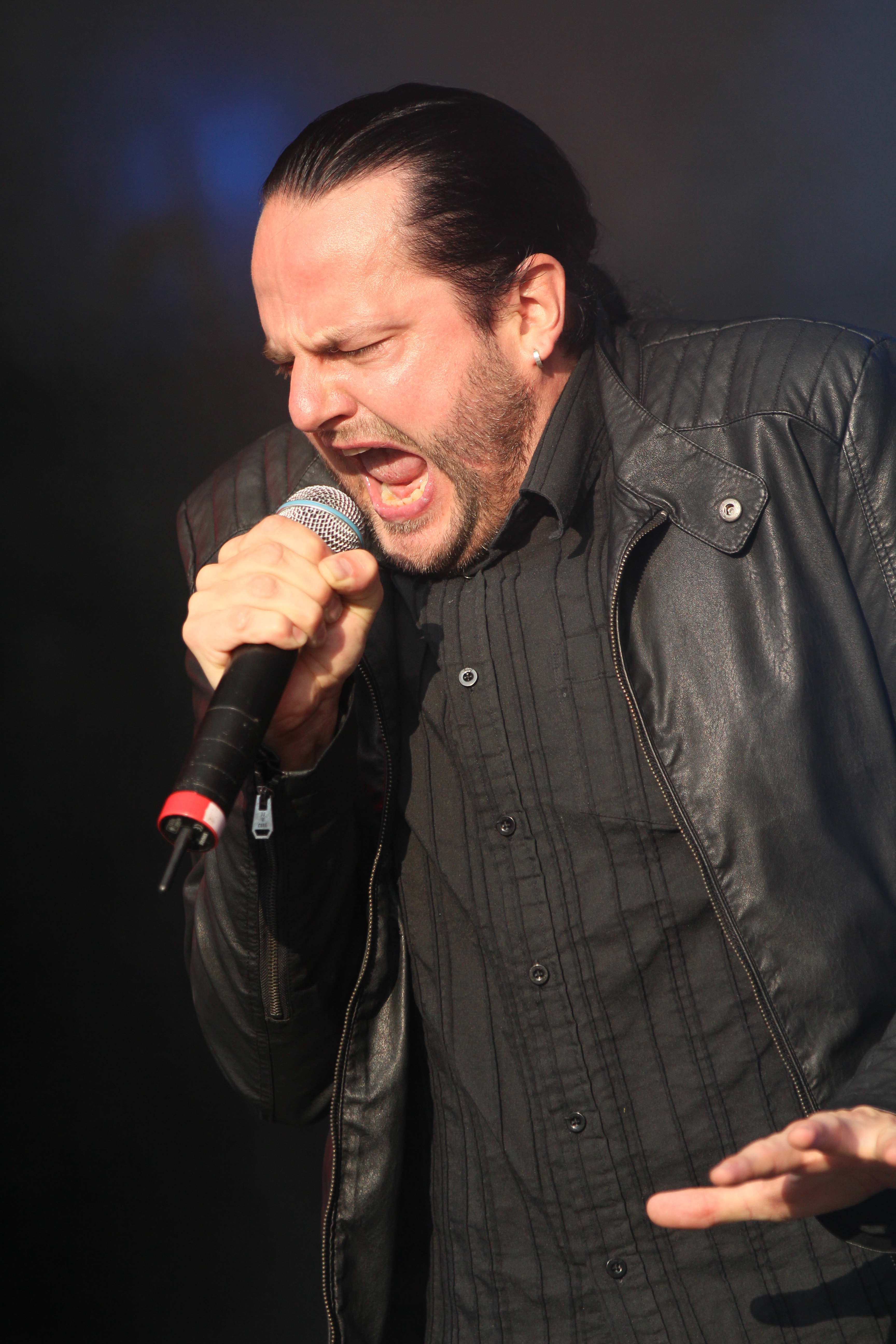
Oswald Henke 2014
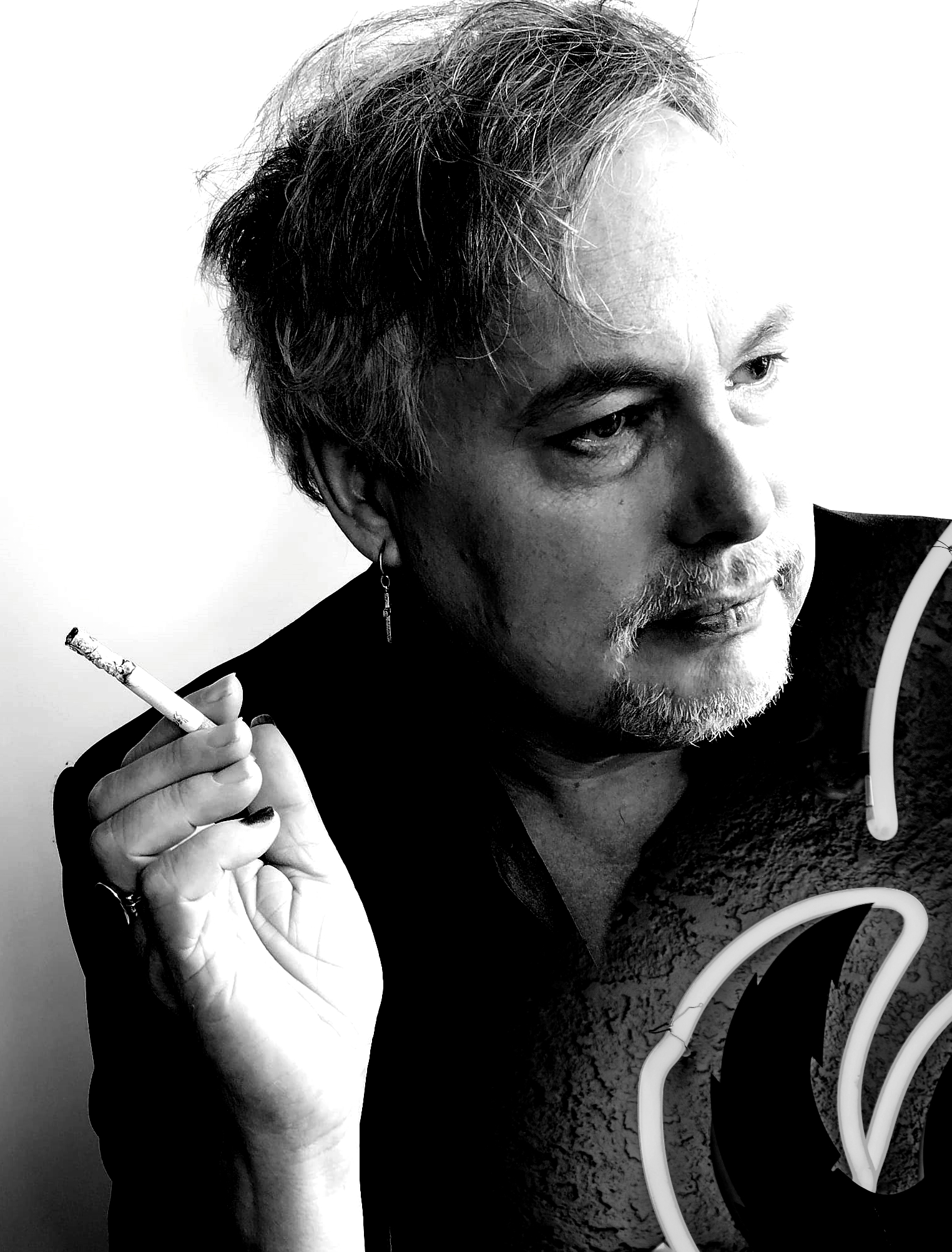
Christian Dörge 2024

### Nachhall
Das Album gilt aufgrund der Beteiligung mehrerer bekannter Akteure des jungen Genres Neue Deutsche Todeskunst als bedeutsame Veröffentlichung des Genres. Dörge lehnte die Zuordnung zwar ab, kehrte allerdings selbst mehrmals zu der populären Veröffentlichung zurück. So veröffentlichte er im Jahr 2008 ein Lycia.Redux, unter anderem mit Aufnahmen von Lesungen. Im Jahr 2012 und 2022 erschienen jeweils überarbeitete und erweiterte Jubiläumsausgaben des Albums. Im Mai 2023 veröffentlichte Dörge unter dem Titel Lycia, sich entfernen über Nordwasser Records / Black October Records eine komplette und erweiterte Neu-Interpretation des Albums.

## Albuminformationen
Im August 1993 erschien Lycia mit neun Titeln und einer Spieldauer von 41:14 Minuten über Hall of Sermon.

### Stil und Beurteilung
In einer für Nonpop verfassten Rezension des Syria-Albums American Gothic wurde auf Lycia verwiesen: Mit dem „theatralisch-pathetische[n] Album“ und seinen Kooperationspartnern habe Dörge die „Neue Deutsche Todeskunst zementiert […]“ und „seither einen festen Platz in der Gothic-Szene“. Das Genre ist geprägt von der engen Verbindung eines meist gesprochenen Textvortrags mit literarischen Anlehnungen an Romantik, Symbolismus und Expressionismus, mit orchestraler Musik, die aus „Darkwave-Elektronik und neoklassische[n] Instrumente[n] und Arrangements“ besteht. Lycia wurde derweil von Félix V. Díaz für Lux Atenea als „eines der innovativsten Alben seiner Zeit“ besprochen, dem es gelänge, „die jüngsten und innovativsten Künstler der deutschen Gothic-Szene […] zu versammeln“.

### Titelliste
1. Introduktion: Süße der Sünden: 3:13 (Text: Dörge, Musik: Dörge)
2. Der Satyr: 5:52 (Text: Dörge, Musik: Dörge, Wolff)
3. Lycia I: 6:09 (Text: Dörge, Musik: Henke, Nestroy)
4. Lycia II: 5:57 (Text: Dörge, Musik: Henke, Nestroy)
5. Die Kirche: 1:59 (Text: Dörge, Musik: Henke, Nestroy)
6. Weltschmerz: 4:36 (Text: Dörge, Musik: Dörge, Wolff)
7. Sekretkelch 2:23 (Text: Dörge, Musik: Henke, Nestroy)
8. Kriegsvögel 3:04 (Text: Dörge, Musik: Dörge, Wolff)
9. Mystische Rosenmadonna 6:53 (Text: Dörge, Musik: Wolff)